# Lukáš Babač
Lukáš Babač (Piešťany, Checoslovaquia, 20 de marzo de 1985) es un deportista eslovaco que compitió en remo.
Ganó dos medallas en el Campeonato Mundial de Remo, en los años 2010 y 2016, y cuatro medallas en el Campeonato Europeo de Remo entre los años 2008 y 2016.

## Palmarés internacional
| Campeonato Mundial | Campeonato Mundial          | Campeonato Mundial | Campeonato Mundial      |
| Año                | Lugar                       | Medalla            | Prueba                  |
| ------------------ | --------------------------- | ------------------ | ----------------------- |
| 2010               | Cambridge (Nueva Zelanda)   | Medalla de plata   | Scull individual ligero |
| 2016               | Róterdam (Países Bajos)     | Medalla de bronce  | Scull individual ligero |
| Campeonato Europeo |                             |                    |                         |
| Año                | Lugar                       | Medalla            | Prueba                  |
| 2008               | Maratón (Grecia)            | Medalla de plata   | Scull individual        |
| 2010               | Montemor-o-Velho (Portugal) | Medalla de bronce  | Scull individual ligero |
| 2015               | Poznań (Polonia)            | Medalla de plata   | Scull individual ligero |
| 2016               | Brandeburgo (Alemania)      | Medalla de oro     | Scull individual ligero |